# 科巴丁鄉
44°03′53″N 28°13′54″E / 44.064710°N 28.231602°E
科巴丁鄉（羅馬尼亞語：Comuna Cobadin, Constanța），是羅馬尼亞的鄉份，位於該國西南部，由康斯坦察縣負責管轄，面積188平方公里，海拔高度100米，2007年人口8,893，人口密度每平方公里47人。